# Mlynářka (usedlost)
Mlynářka je zaniklá usedlost v Praze 5 na Smíchově v místech křížení ulic Plzeňská a Holečkova.

## Historie
Vinice pod názvem Mlynářka o rozloze 4 strychů se zde rozkládala již roku 1689. Poté, co byla roku 1738 připojena k vinici Na Srpových horách, název Mlynářka převzal nový spojený vinohrad.
Patrový pozdně klasicistní obytný dům usedlosti byl postaven před rokem 1840. Býval v něm hostinec, který v polovině 19. století vlastnil Pavel Mnouček (též Vnouček), pražský měšťan a sládek. Vlastenec Vnouček zde pořádal první české plesy a zasloužil se o zřízení Měšťanské besedy. Roku 1848 se zúčastnil slovanského sjezdu, byl členem Národního výboru a setníkem národní obrany. V 60. letech 19. století sponzoroval malíře Václava Brožíka, který v té době bydlel v Košířích a který byl s jeho pomocí přijat na malířskou akademii.

### Po roce 1918
Až do 50. let 20. století v usedlosti sídlily malé provozovny a hostinec Na Mlynářce, ve kterém se hrávalo i divadlo. Po znárodnění byl v hostinci kulturní dům s velkým a malým sálem a klubovnami. Postupně se zde vystřídaly podnik Pražské stavební obnovy, Prior a ONV Praha 5. Dvůr a zahrada byly později rozparcelovány na stavební pozemky pro řadové domky a garáže.
Mlynářka byla zbořena koncem 70. let 20. století při rekonstrukci Plzeňské ulice.